# St-Quentin (Saint-Quentin)

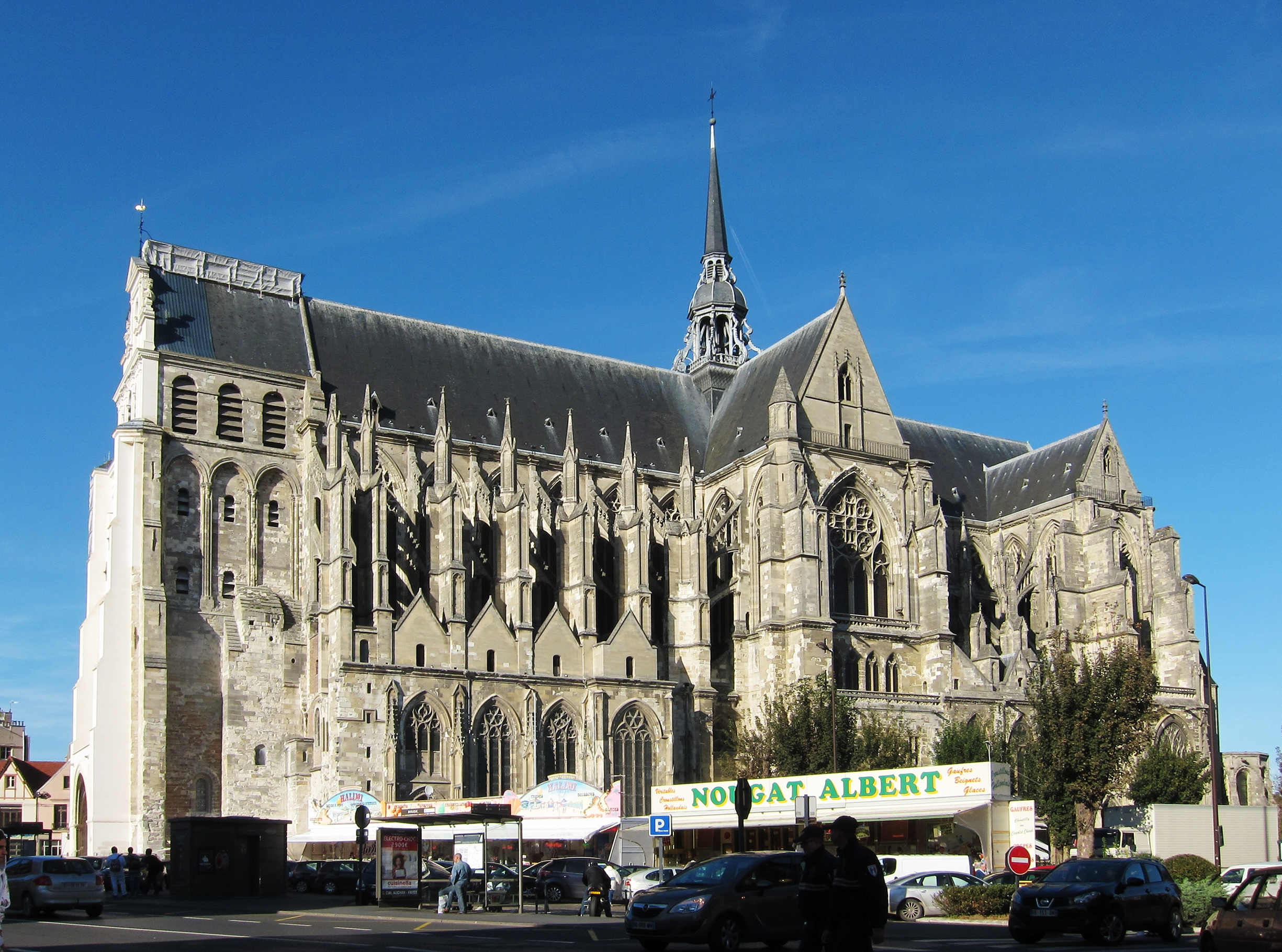
Basilika Saint-Quentin

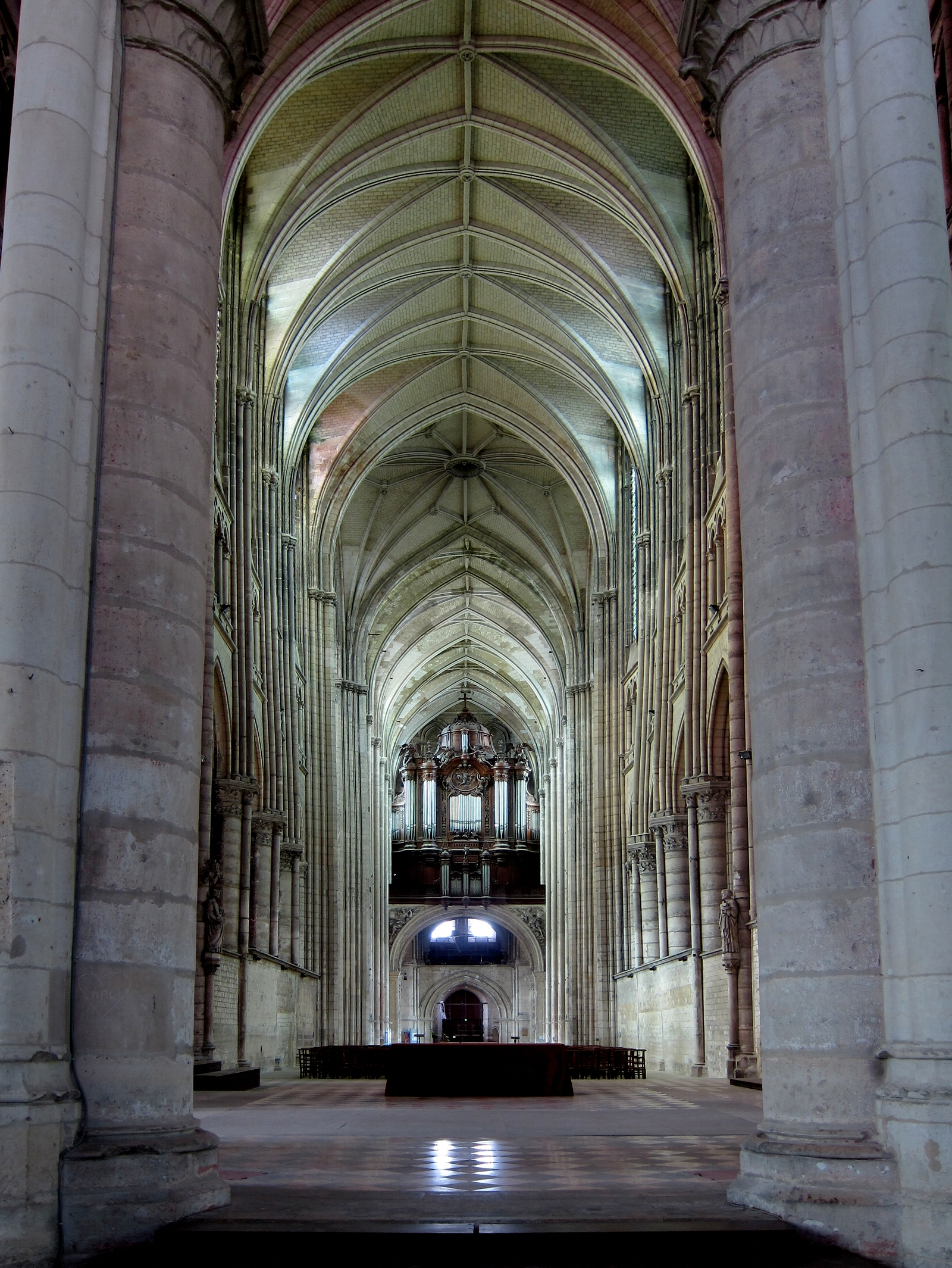
Innenansicht

Die Basilika St-Quentin ist eine römisch-katholische Basilika minor in der nordfranzösischen Stadt Saint-Quentin. Sie ist Quintin geweiht, einem Märtyrer des 3. Jahrhunderts, und seit 1840 als Monument historique klassifiziert. Sie ging aus der Abtei Saint-Quentin hervor, die sich dem Schutz der Reliquien verschrieben hatte und die der Kern der heutigen Stadt Saint-Quentin wurde.

## Abtei Saint-Quentin
Die Römer hatten das gallische Oppidum Vermand aufgegeben und weiter östlich die Stadt Augusta Viromanduorum gegründet. Im Jahr 511 ist hier ein Bischof bezeugt, dessen Sitz aber bald nach Noyon verlegt wurde. In der Stadt blieben die Reliquien des Quintinus, der um 285 als Märtyrer gestorben war. Im 4. Jahrhundert wurden die Reste des Heiligen exhumiert und in einer für ihn errichteten Kapelle auf einem Plateau außerhalb der Stadt erneut beigesetzt. Bischof Eligius von Noyon (Saint Éloi) ließ um 641 die Kapelle vergrößern und das Grab ausschmücken. Im 8. Jahrhundert siedelten sich hier Mönche an, die den Dienst in dieser Kapelle versahen.
Die Äbte des Klosters kamen bald aus der Familie der Karolinger. Der erste war Hieronymus, ein unehelicher Sohn Karl Martells, der 754 und um 775 bezeugt ist. Ihm folgte sein Sohn Fulrad, der 771 das Amt innehatte und 826 starb. 822/823 wurde mit Hugo († 844) ein unehelicher Sohn des Kaisers Karl der Große zum Abt ernannt. Kurz nach seinem Amtsantritt, im Jahr 823 wurde eine neue Kirche über dem Grab geweiht, die bald um eine Krypta ergänzt wurde, die die Reliquien aufnahm. Auf Hugo folgte Ludwig († 867), ein Enkel des Kaisers. Ebenfalls im 9. Jahrhundert wurde das Amt des Grafen von Vermandois mit dem des Laienabt es von Saint-Quentin verbunden. Nach einem Normannenüberfall 883 wurde zwischen 886 und 893 vom Grafen Theodericus von Vermandois eine Mauer um die Kirche und die Abtei errichtet. Als Graf Heribert I. († 900/907) dann noch seinen Sitz in Saint-Quentin nahm, begann der Umzug der Bevölkerung aus dem römischen Augusta Viromanduorum in den geschützteren Mauerring. Im Jahr 942 erfolgte ein weiterer Neubau der Kirche, in der im Jahr darauf der Graf Heribert II. bestattet wurde. In der zweiten Hälfte des 10. Jahrhunderts war es dann Hugo Capet, der das Amt des Laienabts innehatte. Graf Heribert IV. († um 1080) verlieh den Bürgern von Saint-Quentin eine erste Kommunalverfassung, so dass ab nun die gräfliche Abtei und die bürgerliche Bevölkerung im Wettstreit um die Macht in der Stadt standen.
Durch Erbschaft kamen Abtei, Stadt und Grafschaft dann an eine jüngere Linie der Kapetinger und schließlich über das Haus Flandern an die Domaine royal, die französische Krondomäne.

## Kirche Saint-Quentin

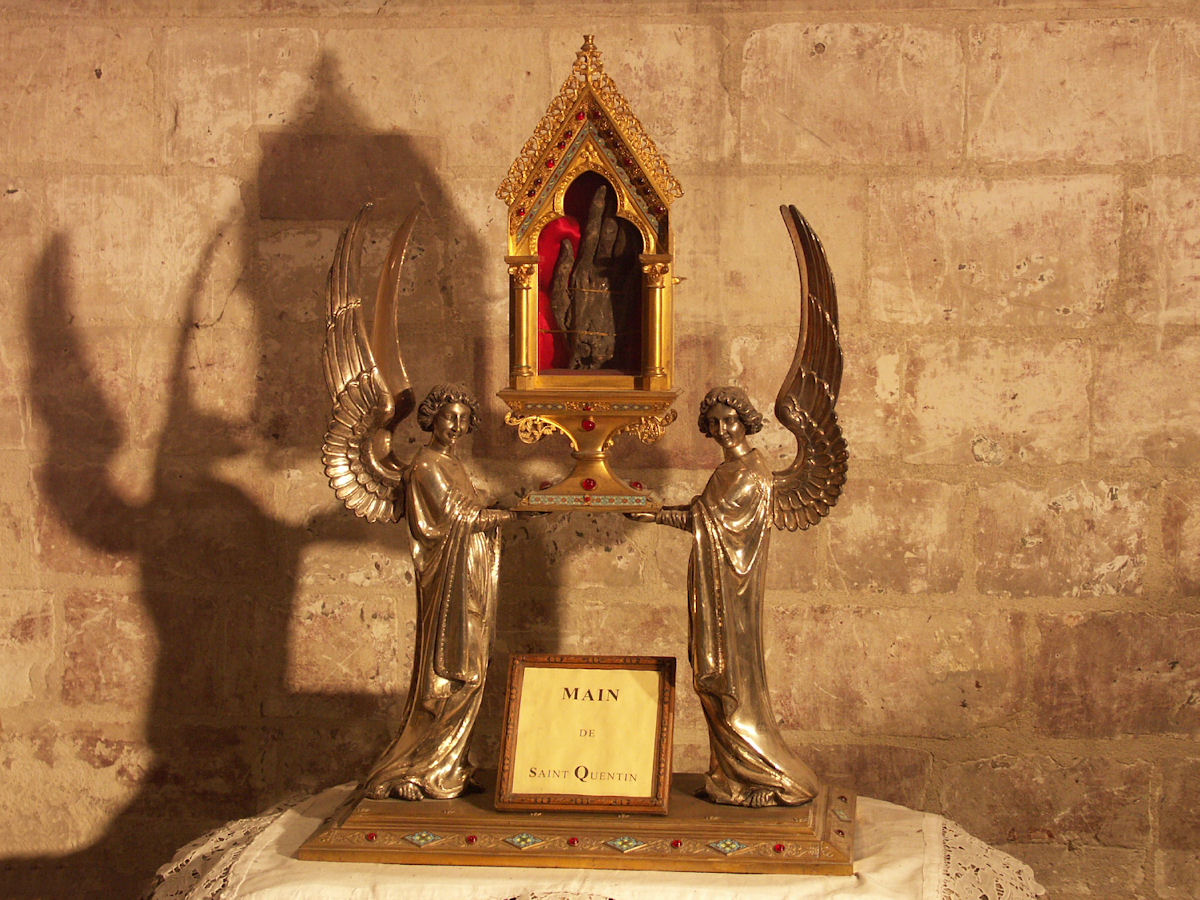
Handreliquie St. Quintins

Die wachsende Bedeutung von Wallfahrten und damit auch der Quentin-Reliquien erforderten es, die Präsentation der Reliquien ihrer Bedeutung anzupassen. Ende des 12. Jahrhunderts wurde vom Klosterkapitel entschieden, den Bau einer neuen Kirche in Angriff zu nehmen, der erst drei Jahrhunderte später beendet wurde. Kriege, Epidemien und finanzielle Engpässe erklären die ungewöhnliche Dauer der Arbeiten, die zudem nicht abgeschlossen wurden, da die geplante Fassade niemals gebaut wurde. Das Bauwerk gehört stilistisch der Gotik an, deren Entwicklung sich an ihm auch nachvollziehen lässt.
Die Basilika Saint-Quentin mit ihren zwei Querschiffen und fünf Portalen ist 123 Meter lang, hat im Langschiff und im Chor eine Höhe von 34 Metern und eine Breite von 52 Metern. Aufgrund ihrer Größe und Ausstattung stellt sie ein ambitioniertes Bauwerk dar. Begonnen wurde sie an einem Portalvorbau mit Turm, doch verlagerten sich die Arbeiten bald in die Apsis mit einem ziemlich chaotischen Baufortschritt. 1257 nahm König Ludwig der Heilige an der Translation der Reliquien in den Chor teil. Danach gingen die Arbeiten aufgrund von technischen und finanziellen Problemen langsamer voran. Das Langschiff wurde in der zweiten Hälfte des 15. Jahrhunderts fertig. Der Südarm des Querschiffs, der zusammenzufallen drohte, wurde zwischen 1477 und 1487 von Colard Noël, dem Architekten Ludwigs XI. neu gebaut. 1509 war die Grundsteinlegung für eine von zwei Türmen flankierte Fassade, die einen bereits vorhandenen Turm ersetzen sollte. Dieser Teil des Projekts wurde aus Geldmangel rasch wieder aufgegeben. Brandschäden an der Kirche (1545 und 1669) erforderten Reparaturen, die 1682 mit barocken Ergänzungen auf dem Dach einhergingen; aus den 1690er Jahren stammt die Orgelbühne. Während der Revolution diente die Kirche als Pferdestall und Lager für Viehfutter. 1840 wurde die Kirche in die Liste der Monuments historiques aufgenommen, 1876 verlieh Papst Pius IX. ihr den Rang einer Basilika.

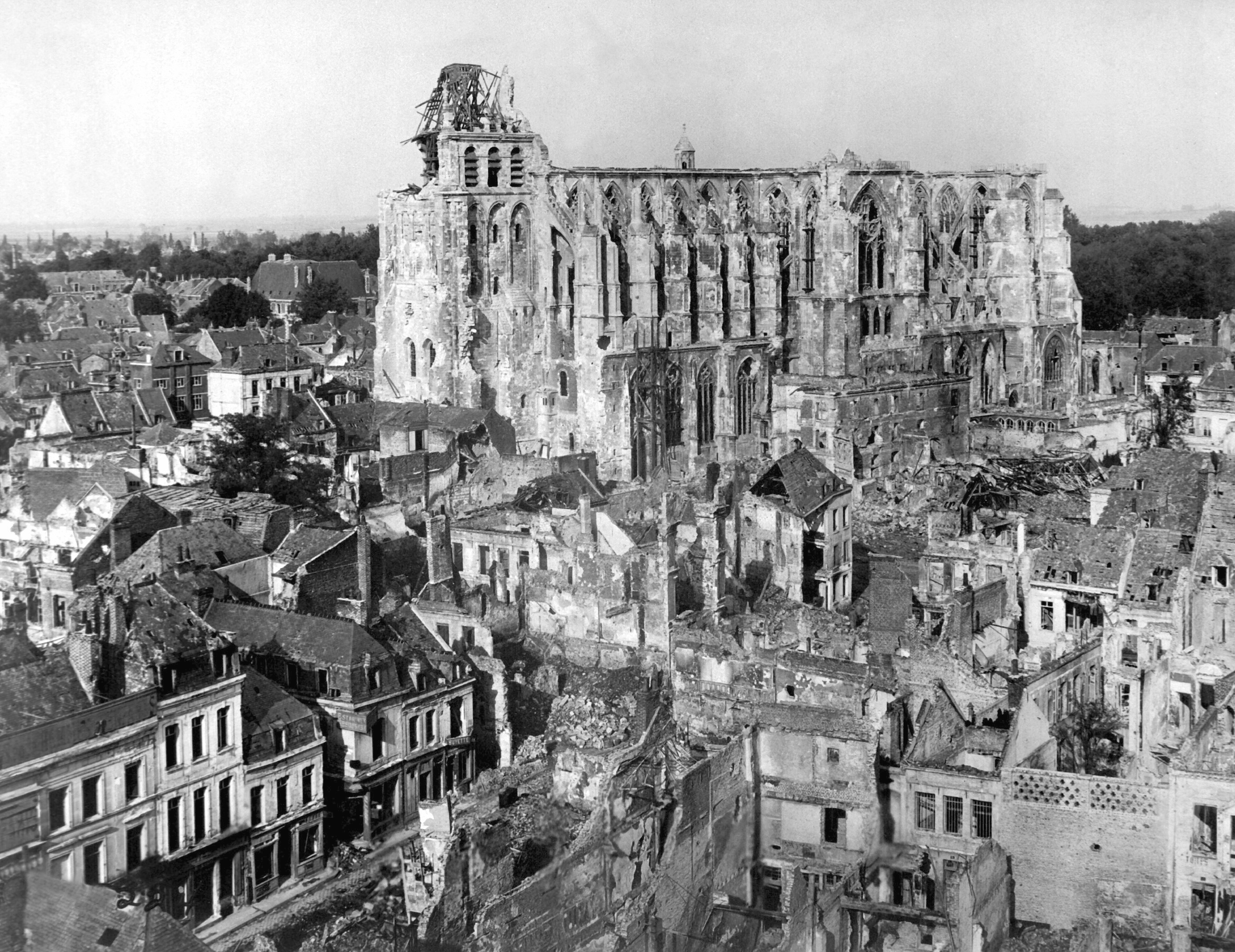
Kriegsschäden 1918

Im Ersten Weltkrieg wurde die Basilika schwer beschädigt, Dach und Dachstuhl zerstört. Die Glasfenster aus dem 13. Jahrhundert und der Renaissance blieben unversehrt. In der Zwischenkriegszeit wurden Jugendstil-Fenster eingebaut. 1975 bis 1983 bekam die Kirche eine neue Spitze über der Vierung. Die Arbeiten im Herbst 2006 sanierten die Außenverkleidung und stellten den Portalvorbau wieder so her, wie er im 17. Jahrhundert gewesen war.
Seit dem Ende des 15. Jahrhunderts können die Pilger hinter dem Eingangsportal den Weg auf einem Labyrinth abschreiten. Es handelt sich um ein achteckiges Labyrinth mit einer Wegstrecke von rund 260 Metern.

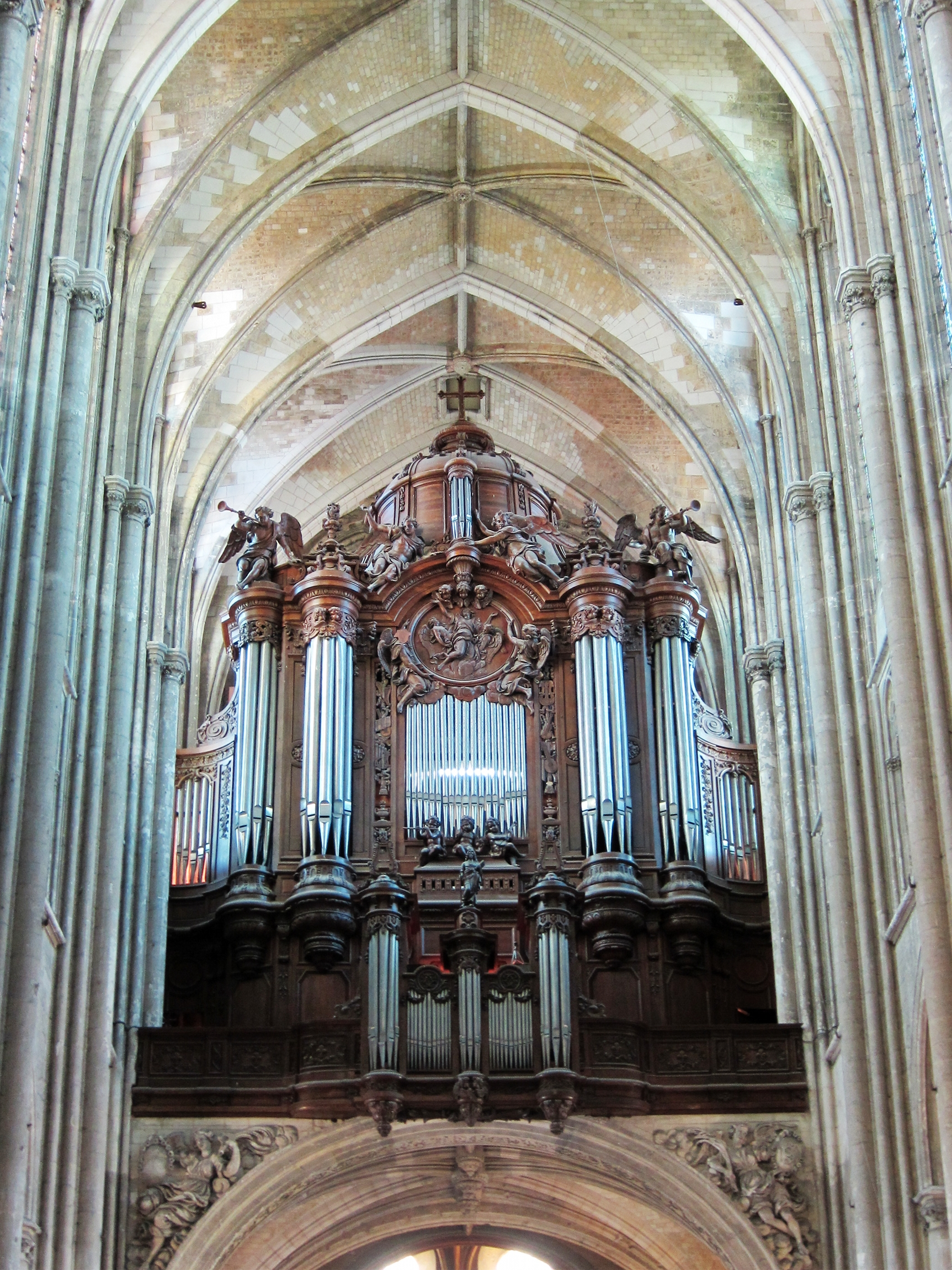
Blick auf den Orgelprospekt mit Rückpositiv

Die Orgel geht zurück auf ein Instrument, das 1699 von dem Orgelbauer Robert Clicquot in einem Orgelgehäuse von Jean Bérain erbaut wurde. Das Instrument erlitt im Ersten Weltkrieg Schäden. 1967 erbaute der Orgelbauer Haerpfer-Erman ein neues Orgelwerk in den historischen Orgelkörper. Das Instrument hat 74 Register, verteilt auf vier Manualwerke und Pedal. Die Spiel- und Registertrakturen sind elektrisch.
| Positif C–c4 |        |
| Montre       | 8′     |
| Bourdon      | 8′     |
| Gemshorn     | 8′     |
| Prestant     | 4′     |
| Nazard       | 2 ⁄3′  |
| Doublette    | 2′     |
| Blockflöte   | 2′     |
| Tierce       | 1 3⁄5′ |
| Larigot      | 1 ⁄3′  |
| Fourniture V |        |
| Cymbale IV   |        |
| Cromorne     | 8′     |
| Trompette    | 8′     |
| Clairon      | 4′     |

| II Grand Orgue C–c4 |        |
| Montre              | 16′    |
| Bourdon             | 16′    |
| Montre              | 8′     |
| Bourdon             | 8′     |
| Spillflöte          | 8′     |
| Gros Nazard         | 5 1⁄3′ |
| Prestant            | 4′     |
| Flûte à chem.       | 4′     |
| Grosse Tierce       | 3 1⁄5′ |
| Doublette           | 2′     |
| Quate de naz.       | 2′     |
| Cornet V            |        |
| Grande Fourn. VIII  |        |
| Petite Fourn. IV    |        |
| Cymbale IV          |        |
| Bombarde            | 16′    |
| Trompette           | 8′     |
| Clairon             | 4′     |

| III Récit expressif C–c4 |     |
| Quintaton                | 16′ |
| Principal                | 8′  |
| Flûte harm.              | 8′  |
| Cor de nuit              | 8′  |
| Dulciane                 | 8′  |
| Unda Maris               | 8′  |
| Prestant                 | 4′  |
| Flûte                    | 4′  |
| Doublette                | 2′  |
| Cornet V                 |     |
| Fourniture IV            |     |
| Cymbale IV               |     |
| Bombarde                 | 16′ |
| Trompette                | 8′  |
| Hautbois                 | 8′  |
| Voix humaine             | 8′  |
| Clairon                  | 4′  |
| Tremblant                |     |

| IV Écho C–c4     |    |
| Cor de nuit      | 8′ |
| Flûte à fuseau   | 4′ |
| Quarte de nazard | 2′ |
| Sifflet          | 1′ |
| Sesquialtera II  |    |
| Cymbale IV       |    |
| Chalumeau        | 8′ |

| Pédale C–g1   |     |
| Principal     | 32′ |
| Principal     | 16′ |
| Soubasse      | 16′ |
| Principal     | 8′  |
| Flûte         | 8′  |
| Bourdon       | 8′  |
| Principal     | 4′  |
| Flûte         | 4′  |
| Principal     | 2′  |
| Flûte         | 2′  |
| Cornet III    |     |
| Fourniture VI |     |
| Bombarde      | 32′ |
| Bombarde      | 16′ |
| Ranquette     | 16′ |
| Trompette     | 8′  |
| Clairon       | 4′  |
| Clairon       | 2′  |

## Persönlichkeiten
- Dudo von Saint-Quentin (um 1000), Dekan von Saint-Quentin in Chronist